# Fioletowe trójkąty
Fioletowe trójkąty (ang. Purple triangles) – brytyjski film dokumentalny z 1991 roku.
Film zrealizowany przez brytyjską wytwórnię Starlock Pictures dla telewizji TVS Television Ltd, był emitowany w serii The Human Factor. Towarzystwo Strażnica uzyskało prawa do kopiowania i dystrybucji filmu.
Przedstawia on historię niemieckiej rodziny Kusserow z Bad Lippspringe, której wszyscy członkowie byli Świadkami Jehowy, ich niezłomną postawę, relacje z życia, więzienie za odmowę odbywania służby wojskowej w okresie hitleryzmu (kara śmierci/obóz koncentracyjny dla mężczyzn) i ich trwanie przy poglądach religijnych Świadków Jehowy, grożące więzieniem i obozem koncentracyjnym tak mężczyznom, jak i kobietom.
Obecnie jest on wyświetlany w 81 językach: afrikaans, albańskim, amerykański migowym, amharskim, angielskim, argentyńskim migowym, azerbejdżańskim, birmańskim, bislama, brytyjskim migowym, bułgarskim, chińskim (kantońskim [tradycyjny i uproszczony] i mandaryńskim [tradycyjny i uproszczony], chorwackim, czeskim, czin, czokwe, duńskim, ekwadorskim migowym, estońskim, fińskim, francuskim, galisyjskim, greckim, gruzińskim, hiszpańskim, hiszpańskim migowym, iban, indonezyjskim, japońskim, jawajskim, kamba, katalońskim, keczua (Ancash, Ayacucho, Cuzco), kenijskim migowym, khmerskim, kolumbijskim migowym, kongo, koreańskim, kreolskim (Republika Zielonego Przylądka), litewskim, luo, malgaskim, malajskim, niderlandzkim, niemieckim, niemieckim migowym, nikaraguańskim migowym, norweskim, ormiańskim, oromo, polskim, polskim migowym
portugalskim (Brazylia, Portugalia), rosyjskim, rumuńskim, rwandyjskim, serbskim (cyrylica, alfabet łaciński), sgaw, szwedzkim, słowackim, słoweńskim,
tagalskim, tajskim, tatarskim, tigrinia, tonga (Tonga), tureckim, tzotzil, ukraińskim, walenckim, wietnamskim, węgierskim, włoskim i włoskim migowym. Dostępny bezpłatnie w wersji VHS i DVD oraz online w serwisie internetowym jw.org.

## Biografia rodziny Kusserow
| OŚWIADCZENIE |
| --- |

Znak fioletowego trójkąta, jaki nosili Świadkowie Jehowy w obozach koncentracyjnych od przełomu lat 1937/1938

| 1. Przekonałem się, że Międzynarodowe Stowarzyszenie Badaczy Pisma Świętego głosi fałszywe nauki i pod płaszczykiem religii realizuje cele wymierzone przeciwko państwu. 2. Z tego powodu całkowicie zrywam z tą organizacją i odcinam się od nauk owej sekty. 3. Zapewniam, że nigdy więcej nie będę uczestniczyć w działalności Międzynarodowego Stowarzyszenia Badaczy Pisma Świętego. Natychmiast zgłoszę każdą osobę, która próbowałaby mi przekazywać ich nauki albo w jakikolwiek inny sposób ujawniłaby swe powiązania z Badaczami. Bezzwłocznie dostarczę na najbliższy posterunek policji wszelkie publikacje Badaczy, gdyby takowe nadeszły pod mój adres. 4. W przyszłości będę przestrzegać obowiązujących praw państwowych, zwłaszcza zaś w razie wojny stanę z bronią w ręku w obronie ojczyzny i pod każdym względem będę lojalnym członkiem społeczeństwa mego kraju. 5. Jest mi wiadomo, że gdybym działał(a) wbrew złożonemu dziś oświadczeniu, muszę się liczyć z natychmiastowym powrotem do aresztu prewencyjnego. |

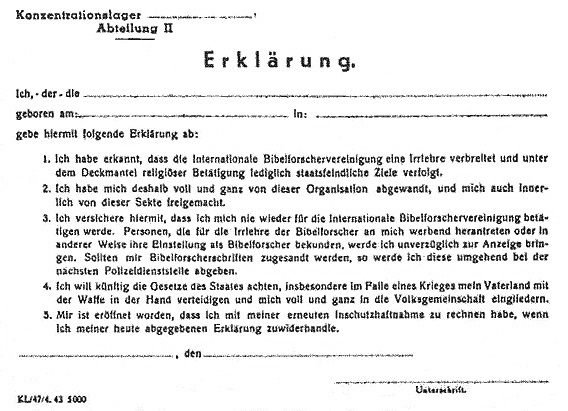
Tekst hitlerowskiego „Oświadczenia” (o wyrzeczeniu się wiary), podawany do podpisu Świadkom Jehowy („lojalka”, od której podpisania lub nie zależało często życie lub śmierć a prawie zawsze obóz lub więzienie – którego nie podpisał nikt z rodziny Kusserow):

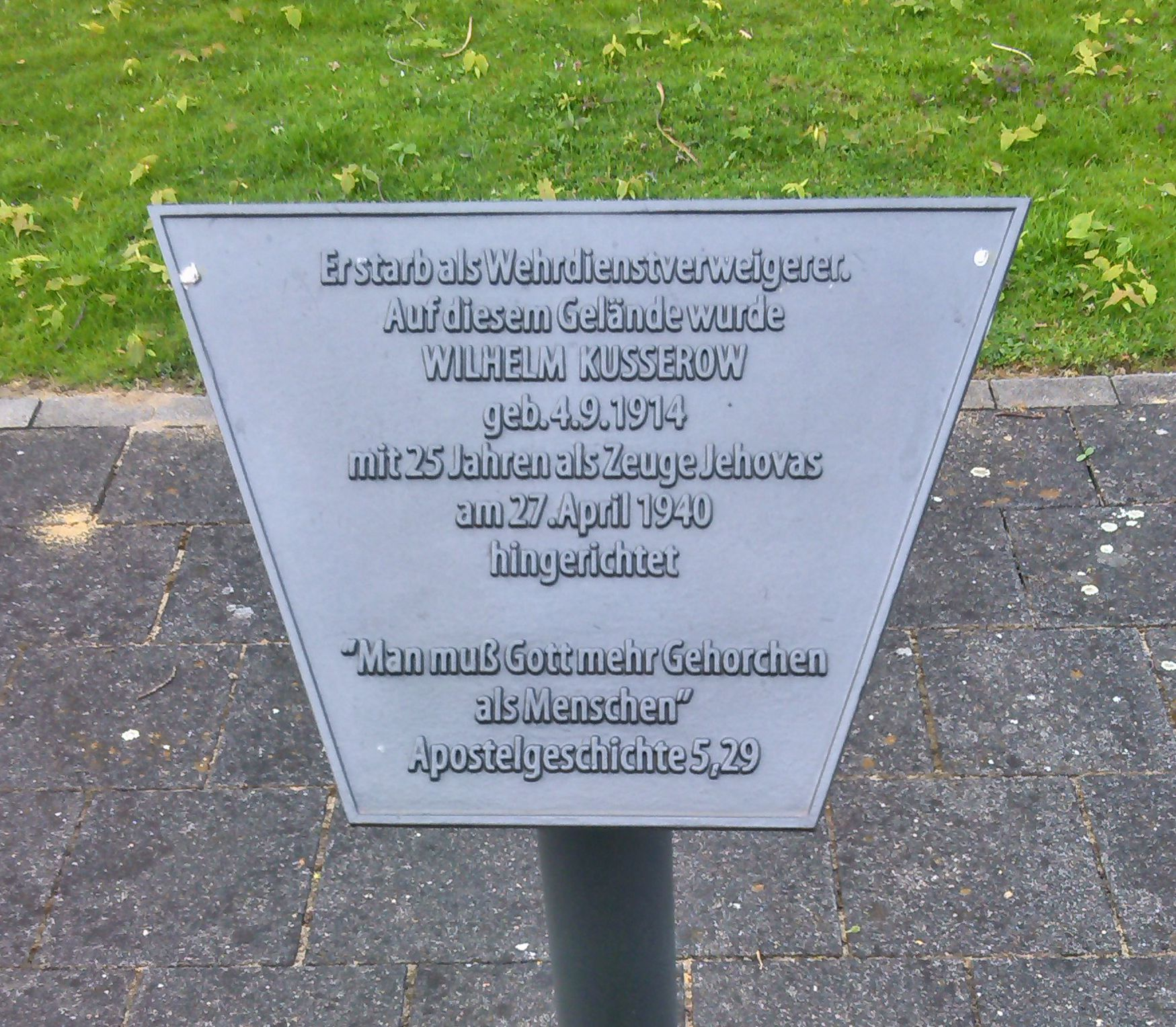
Tablica w Münster, upamiętniająca Wilhelma Kusserowa – straconego 27 kwietnia 1940

Franz (urzędnik pocztowy, urodzony w 1882) i Hilda (nauczycielka, urodzona w 1888) Kusserow pobrali się w roku 1911, a od chwili swego chrztu w roku 1924 byli gorliwymi Badaczami Pisma Świętego (Świadkami Jehowy). W roku 1931 Franz przyjął propozycję Towarzystwa Strażnica, by z całą rodziną przeprowadzić się z Lüdenscheid tam, gdzie jeszcze nie było zboru Świadków Jehowy. Jedenastoosobowa rodzina zamieszkała w Bad Lippspringe. Na obu szczytowych ścianach domu widniał duży złoty napis: CZYTAJCIE „ZŁOTY WIEK” (obecne „Przebudźcie się!”). Rodzice poświęcali czas dzieciom, ucząc je poznawać Biblię oraz gry na instrumentach muzycznych. Rodzina brała udział w działalności kaznodziejskiej. Nauczyciele żądali, aby dzieci pozdrawiały flagę, śpiewały nacjonalistyczne pieśni i podnosiły rękę, wołając: „Heil Hitler!”. Młodzi Kusserowie tego nie czynili.
Wiosną 1933 roku Gestapo kazała zamalować napisy na ścianach domu. W okresie między rokiem 1933 a 1945 gestapo przeprowadziło w domu 18 rewizji, szukając ukrytych publikacji Świadków Jehowy. Pomimo zakazu rodzina nadal prowadziła działalność kaznodziejską. Franz i Hilda znaleźli się wśród setek niemieckich Świadków Jehowy aresztowanych w roku 1936. Zostali osadzeni w więzieniu w Paderborn. W roku 1937 cała rodzina po raz ostatni była razem. W tym samym 1937 roku w tragicznym wypadku na basenie zginął jeden z synów – Siegfried.
Wiosną 1939 roku trzynastoletnią Magdalene, dziewięcioletniego Hansa-Wernera oraz siedmioletniego Paula-Gerharda siłą umieszczono w zakładzie wychowawczym w Dorsten. Po kilku miesiącach cała trójka została przejęta przez gestapo i przetransportowana do Nettelstadt koło Minden, gdzie mieściła się szkoła specjalna, w której wpajano uczniom zasady narodowego socjalizmu. Odwiedziny najbliższych były zabronione. Hilda szukała różnych sposobów, by podtrzymać swoje dzieci na duchu. Wysyłała im potajemnie listy, a raz w ukryciu udało jej się z nimi spotkać i porozmawiać. Później dzieci rozdzielono i wywieziono do różnych miejscowości.
Jesienią 1939 roku Wilhelm za odmowę służby wojskowej w armii hitlerowskiej został uwięziony. 2 kwietnia 1940 Wilhelm został skazany na śmierć, a 27 kwietnia 1940 w parku szpitalnym w Münster został publicznie rozstrzelany. Krótko przed egzekucją spotkał się ze swoją mamą i siostrą Magdalene. Adolf Hitler odrzucił jego trzy apelację od wyroku śmierci i osobiście podpisał nakaz egzekucji. Gdy przed egzekucją zawiązywano mu oczy, odmówił podpisania oświadczenia o wyrzeczeniu się swojej wiary. Napisał list do rodziny: „Drodzy, dobrze wiecie ile dla mnie znaczycie. Uświadamiam to sobie, ilekroć spoglądam na naszą rodzinną fotografię. Jak dobrze było nam razem! Nade wszystko musimy miłować Boga, gdyż tak nam nakazał nasz Wódz, Jezus. On nas za to nagrodzi”. Prawnik Wilhelma, dr Rother napisał do rodziny: „Odbyłem długie rozmowy z Waszym synem i podziwiam jego wiarę. Ani na chwilę nie zachwiał się pod naciskiem. Przyjął informację o egzekucji i odmówił zmiany swej decyzji oraz wyrzeczenia się wiary. Wziąłem go za rękę i powiedziałem: 'Okazał się pan niezwykle silny, niech pan będzie tak silny aż do końca'. On z uśmiechem odpowiedział: 'Proszę się nie martwić. Zyskuję życie wieczne. To tylko zmiana'. Kazał przekazać Wam pozdrowienia. Stał w obliczu śmierci z podniesioną głową i zginął na miejscu. Jego postawa do głębi poruszyła skład sędziowski oraz wszystkich nas obecnych. Umarł nie sprzeniewierzywszy się swoim przekonaniom”.
Hilda, natychmiast pojechała do więzienia i zażądała wydania zwłok syna, żeby go pochować. Powiedziała rodzinie: „Damy wielkie świadectwo ludziom, którzy go znali”. Uzyskała pozwolenie na wydanie zwłok oraz czterodniową przepustkę więzienną dla swego męża, by mógł uczestniczyć w pogrzebie. Podczas pogrzebu Karl-Heinz wygłosił okolicznościowe krótkie przemówienie, za co kilka tygodni później został bez osądzenia umieszczony w obozie koncentracyjnym – najpierw w KL Sachsenhausen, a potem KL Dachau.
Do tego czasu Franz dwukrotnie znalazł się w więzieniu. Zwolniono go 16 sierpnia 1940, ale osiem miesięcy później został skazany po raz trzeci i osadzony w zakładzie karnym w Kassel-Wehlheiden. Podczas krótkiego pobytu na wolności, jego troje dzieci: 19-letnia Hildegard, 18-letni Wolfgang i 16-letnia Magdalena zostały ochrzczone.
W roku 1941 Franz został aresztowany wraz z żoną i córką Hildegard. 17-letnia Magdalena została osadzona w więzieniu dla młodocianych w miejscowości Vechta. Została tam umieszczona w izolatce. Po sześciu miesiącach uwięzienia odrzuciła możliwość uzyskania wolności w zamian za podpisanie oświadczenia o wyrzeczeniu się religii. Cztery miesiące później została przewieziona do obozu koncentracyjnego KL Ravensbrück. Tam zaopiekowała się nią Gertrud Pötzinger (żona Martina Pötzingera). Wkrótce w tym obozie doszło do spotkania Hildy i jej córek Magdalene i Hildegard. W obozach koncentracyjnych Świadkowie Jehowy jako oznaczenie nosili fioletowy trójkąt. Karl-Heinz, Annemarie i Waltraud również zostali uwięzieni, a Elisabeth, Hans-Werner i Paul-Gerhard zostali przymusowo umieszczeni w nazistowskich ośrodkach poprawczych.
Waltraud, pracując w kwiaciarni w Paderborn, przez 8 pierwszych dni pracy, jako Świadek Jehowy odmawiała witania klientów pozdrowieniem „Heil Hitler” za co została aresztowana i odesłana do pracy przy produkcji amunicji. Odmówiła pracy na rzecz wojny, za co została przewieziona do obozu koncentracyjnego.
W roku 1942 został aresztowany również 20-letni Wolfgang. Przed trybunałem wojskowym oświadczył: „Zostałem wychowany jako Świadek Jehowy zgodnie ze słowem Boga zawartym w Piśmie Świętym. Największe i najświętsze prawo, które dał On ludzkości, brzmi: ‛Miłuj Boga twego ponad wszystko, a bliźniego swego jak siebie samego’. Inne przykazanie powiada: ‛Nie zabijaj’. Czyżby Stwórca kazał to wszystko spisać dla drzew? Jezus i jego naśladowcy byli prześladowani i podobnie jest dzisiaj. Gdyby Chrystus żył na ziemi w naszych czasach, byłby prześladowany tak jak wtedy”.
Półtora roku po chrzcie, 27 marca 1942, w swej celi więziennej w Berlinie, Wolfgang napisał do rodziny następujący list pożegnalny:
„Teraz ja, Wasz trzeci syn i brat, muszę jutro rano Was opuścić. Ale nie martwcie się, bo przyjdzie czas, że znów będziemy razem. (...) Jaka to będzie radość, gdy ponownie się zobaczymy! (...) Na razie jesteśmy siłą rozłączeni i każdy przechodzi własną próbę, ale zostanie nam to nagrodzone”.
Hitler uznał, że osoba, która ze względu na sumienie odmawia służby wojskowej, nie zasługuje na rozstrzelanie. Wyrok na Wolfgangu wykonano przez ścięcie gilotyną w Brandenburgu.
W roku 1944 aresztowano Annemarie, która w Berlinie prowadziła w domu rozmowy na temat Biblii. Ona – jak wszyscy z jej rodziny – również odmówiła podpisania „Oświadczenia” o wyrzeczeniu się wiary.
Po zakończeniu wojny ocaleli członkowie rodziny powrócili do domu. W roku 1946 Magdalena i Elisabeth zostały pionierami specjalnymi, a Annemarie i Paul-Gerhard – pionierami stałymi. W roku 1951 pionierką została Hilda. W roku 1960 Hilda, Annemarie, Waltraud i Hildegard przeprowadziły się w okolice Frankfurtu nad Menem, gdzie działały w zborze angielsko- i włoskojęzycznym. W październiku 1946 roku 28-letni Karl-Heinz zmarł na gruźlicę. Franz zmarł w lipcu 1950 roku, Hilda i Hildegard – w roku 1979, Elisabeth – w roku 1980, Annemarie – w roku 2005, a Paul Gerhard – w październiku 2022 roku.
Paul-Gerhard, był wolontariuszem w drukarni niemieckiego Biura Oddziału, a w roku 1952 został absolwentem 19 klasy Szkoły Gilead. W roku 1948 Magdalena została wolontariuszką w Biurze Oddziału w Wiesbaden. W 1950 roku wyszła za mąż za George’a Reutera, misjonarza Szkoły Gilead w Togo i w Luksemburgu. Magdalena i George działali w południowej Hiszpanii.
24 czerwca 2020 roku przy Arminiusstrasse 22 w Bad Lippspringe odsłonięto 13 stolpersteinów członków rodziny Kusserow.